# Гюттенберг
Гюттенберг (нім. Hüttenberg) — громада в Німеччині, знаходиться в землі Гессен. Підпорядковується адміністративному округу Гіссен. Входить до складу району Лан-Дилль.
Площа — 40,74 км2. Населення становить 10 789 ос. (станом на 31 грудня 2020).